# Bundesstraße 447
Pour les articles homonymes, voir Route 447.
La Bundesstraße 447 est une Bundesstraße de Hambourg.

## Situation et accès
La route se situe au nord-ouest de Hambourg, elle relie la Bundesstraße 5 à Hambourg-Hoheluft à la Bundesautobahn 7 à Hambourg-Schnelsen.
La B 447 commence à l'intersection de la Hoheluftchaussee en provenance du centre-ville à son intersection avec les Gärtnerstrasse et Breitenfelder Strasse, qui fait partie de la B 5. Le Hoheluftchaussee forme la frontière entre les quartiers de Hoheluft-West et Hoheluft-Ost. Après environ 250 m, elle devient la Lokstedter Steindamm à l'intersection avec la Troplowitzstraße et la Martinistraße. Un kilomètre plus loin, la B 447 atteint la Siemersplatz à Lokstedt, où elle rejoint les rues Vogt-Wells-Straße et Osterfeldstraße et change son nom en Kollaustraße. Après 750 m et le pont de la ligne de fret de Hambourg, la rue franchit la rivière Kollau peu avant sa confluence avec la Tarpenbek et pénètre dans le quartier de Niendorf. À la Niendorfer Marktplatz, elle fait un virage vers le nord-ouest pour la Friedrich-Ebert-Straße sur environ 2 km avant de traverser à nouveau le Kollau à la frontière avec le quartier de Schnelsen. De là, la B 447 suit l'extrémité inférieure de la Frohmestrasse sur environ 350 m avant de rejoindre Schleswiger Damm et se termine à la jonction 24 Hambourg-Schnelsen de l'A 7. Les 1,8 km suivants jusqu'à la Bundesstraße 4 près de Burgwedel furent déclassés au début des années 2000.
La Bundesstraße 447 a deux voies dans chaque direction sur toute sa longueur, et même trois au sud de Niendorfer Markt. Sur cette section de la route, qui est inhabituellement large pour les normes de Hambourg, les excès de vitesse se produisent souvent, c'est pourquoi deux radars fixes sont installés en succession rapide au bout de la route au confluent de la rue Papenreye.